# Emil Zuckerkandl
Emil Zuckerkandl (Győr, 1º settembre 1849 – Vienna, 28 maggio 1910) è stato un anatomista ungherese.
Studiò all'Università di Vienna, dove nel 1874 conseguì il titolo di dottore in medicina. Qui fu studente di Josef Hyrtl. Nel 1875 divenne docente di anatomia presso l'Università di Utrecht e nel 1879 fu nominato assistente all'Università di Vienna. Nel 1882 ottenne il titolo di professore all'Università di Graz. Del 1888 fu docente di anatomia descrittiva e topografica all'Università di Vienna.
Fra i suoi scritti più importanti si ricordano: "Zur Morphologie des Gesichtschädels" (Stoccarda, 1877); "Über eine Bisher noch Nicht Beschriebene Drüse der Regio Suprahyoidea" (ib. 1879); "Über das Riechcentrum" (ib. 1887); e "Normale und Pathologische Anatomie der Nasenhöhle und Ihrer Pneumatischen Anhänge" (Vienna, 1892).

## Eponimi
- Corpi di Zuckerkandl[2] (1901)
- Fascia di Zuckerkandl[3] (1883)
- Tubercolo di Zuckerkandl nella tiroide[4] (1902)
- Tubercolo di Zuckerkandl nei denti[5]
- Apparato sospensore della pleura di Zuckerkandl e Sebileau[6]